# Raoul Delaye
Raoul Delaye (* 28. August 1922 in Rabat; † 1982 in Spanien) war ein französischer Diplomat, zuletzt im Rang eines Botschafters.

## Leben
Sein Vater war Offizier. Er studierte zunächst in Rabat und wurde 1947 bis 1949 auf der Elitehochschule ENA ausgebildet. Danach trat er in den diplomatischen Dienst ein.
Delaye war von 1949 bis 1958 in Marokko stationiert, wo sein Sohn Bruno Delaye 1952 in Tanger geboren wurde. Von 1959 bis 1967 war er an der französischen Botschaft in Bonn akkreditiert. Von 1968 bis 1972 war er französischer Botschafter bei Sangoulé Lamizana in Ouagadougou, Obervolta.
Raoul Delaye war ein persönlicher Freund von Michel Jobert und leitete von 1972 bis 1975 die Presseabteilung des französischen Außenministeriums am Quai d’Orsay. Von 1975 bis 1977 war er französischer Botschafter in Bukarest bei Nicolae Ceaușescu. Von 1977 bis Januar 1981 war er französischer Botschafter in Teheran bei Mohammad Reza Pahlavi.
Januar 1981 wurde er französischer Botschafter in Madrid bei Leopoldo Calvo-Sotelo und Felipe González. 1982 starb er bei einem Autounfall in Spanien.